# Калинова вулиця (Київ)
Кали́нова ву́лиця — вулиця в Шевченківському районі міста Києва, місцевості Дехтярі та Нивки. Пролягає від вулиці Василя Данилевича до тупика.

## Історія
Калинова вулиця виникла на початку XX століття, мала назву Слов'янська. Сучасна назва — з 1955 року.